# Дом Лицина (Таганрог)
Дом Лицина — здание, которое располагается в Лермонтовском переулке, 10 в городе Таганроге Ростовской области.

## История
Семья Николая Дмитриевича Алфераки в 1870-х годах построила новый дом в городе Таганроге по адресу Лермонтовский переулок, 10. В 1873 году дом перешел в собственность зубного врача Григория Вальтера. С 1880 по 1906 год владелицей здания была жена статского советника Александра Дмитриевна Лицина. Ее муж Николай Анастасьевич Лицин был врачом, затем занялся финансами. Он был среди учредителей Благотворительного Общества, занимал должность статского советника и Гласного городской Думы. С 1897 по 1901 год, а затем с 1901 по 1905 год Николай Лицин был городским головой.
В 1915 году домовладение перешло в собственность детей Александры и Николая Лициных: Алексея, Михаила, Григория и Бориса. Недвижимость оценивалась в сумму равную 15200 рублей. О детях Лициных известно немного. Один из них — Алексей Николаевич — был преподавателем в Таганрогском коммерческом училище. Братья были собственниками здания до 1925 года.

## Описание
Одноэтажный дом, есть полуподвальное помещение. Фасад дома украшает лепка и фамильный герб семейства Алфераки.